# Kalapálo
Kalapálo (Kalapalo, Apalakiri, Apalaquiri), pleme karipskih Indijanaca u bazenu Xingúa u brazilskoj državi Mato Grosso. ovo pleme imalo je 1968. godine svega 110 ljudi, ali im broj polako raste, pa ih 1990.-tih ima preko 200. Govore istim jezikom kao i Kuikúro Indijanci čiji se broj također kreće nešto preko 200 osoba, ali etnički su različiti. Danas na rezervatu Xingú žive od uzgoja kukuruza i gorke manioke i ribarenja po rijekama i jezerima, a uzgajaju i nešto piquí-voća. 
Jezično su Kalapali najsrodniji plemenima Kariba iz južne Venezuele i Gvajane (Yecuana i Hixkaryána), odakle su možda porijeklom. Na glasu su bili kao opasni ratnici, a spominje ih i nesretni istraživač Percy Harrison Fawcett koji je tragao za "Gradom Z". najpoznatija ceremonija, važi i za ostala plemena Xingúa, je Kuarup (Kwarip, Kwarup ili Quarup), ceremonija mrtvih, koja se održava jednom godišnje.

## Vanjske poveznice
- kalapalo  Arhivirana inačica izvorne stranice od 19. siječnja 2009. (Wayback Machine)
- Kalapalo